# Stemma dell'Argentina
Lo stemma dell'Argentina fu adottato nella sua forma corrente nel 1944, sebbene la sua origine risalga al 1813.
Ricorda molto la simbologia della rivoluzione francese. È ellittico, partito di azzurro e bianco, con due mani che si stringono, simbolo di unità tra le province argentine, davanti a una picca sormontata da un berretto frigio rosso. Sopra a tutto sta il Sole di maggio, simbolo dell'Argentina, presente anche sulla sua bandiera.